# Memories of Enemies
Memories of Enemies är det svenska rockbandet Whyte Seeds' debutalbum, utgivet 1 oktober 2003. Skivan utgavs på CD av Stockholm Records och på LP av Big Day Records. LP-versionen innehöll bonuslåten "Enough". "Enough" kom senare att utges som b-sida till singeln Black Key Song (2004).
Varken skivan eller de singlar som släpptes från den nådde någon listplacering.

## Låtlista

### CD-versionen
1. "Black Key Song" - 4:22
2. "Lost My Love" - 3:46
3. "So Alone" - 3:50
4. "Memories of Enemies" - 3:36
5. "XX/XY" - 3:10
6. "Can't Get Enough of Myself" - 3:26
7. "Slow Motions" - 3:40
8. "The Message" - 2:14
9. "Shallow Life" - 2:38
10. "Came Down Hard" - 5:00

### LP-versionen
Sida A
1. "Black Key Song" - 4:22
2. "Lost My Love" - 3:46
3. "So Alone" - 3:50
4. "Memories of Enemies" - 3:36
5. "XX/XY" - 3:10

Sida B
1. "Can't Get Enough of Myself" - 3:26
2. "Slow Motions" - 3:40
3. "The Message" - 2:14
4. "Shallow Life" - 2:38
5. "Came Down Hard" - 5:00
6. "Enough" - 2:07

## Singlar
Från skivan utgavs flera singlar: Slow Motions (2003, utgavs även som EP), So Alone (2003), Lost My Love (2004) och Black Key Song (2004).

### So Alone
Låtlista
1. "So Alone" - 3:44

### Lost My Love

#### Låtlista
Promotion-CD
1. "Lost My Love"
2. "Got 2 Make U Mine"
3. "Catch Me Now"
4. "Lost My Love (Radio Edit)"

7"
Sida A
1. "Lost My Love"

Sida B
1. "Got 2 Make U Mine"

### Black Key Song

#### Låtlista
Promotion-CD
1. "Black Key Song" - 3:24
2. "Strange Breakfast" - 2:43
3. "Hank's Lament: The Seventh Bardo" - 5:31

7"
Sida A
1. "Black Key Song"

Sida B
1. "Enough"

## Personal
- Mattias Glavå - producent
- Kjell Nästén - mixning

## Mottagande
Memories of Enemies snittar på 3,2/5 på Kritiker.se, baserat på tre recensioner. Dagens skiva gav betyget 7/10, Expressen  3/5 och Nöjesguiden 3/6.

### Fotnoter
1. ↑  ”Memories of Enemies”. Discogs.com. http://www.discogs.com/Whyte-Seeds-Memories-Of-Enemies/release/2701834. Läst 19 juni 2012.
2. ↑  ”Black Key Song”. Discogs.com. http://www.discogs.com/Whyte-Seeds-Black-Key-Song/release/2200755. Läst 19 juni 2012.
3. ↑  ”Whyte Seeds”. Swedishcharts.com. http://swedishcharts.com/showitem.asp?interpret=Whyte+Seeds&titel=Bold+As+Love&cat=s. Läst 19 juni 2012.
4. ↑  ”Whyte Seeds”. Discogs.com. http://www.discogs.com/artist/Whyte+Seeds. Läst 19 juni 2012.